# Lamborghini Aventador
Lamborghini Aventador LP700-4 (укр. Ламборґіні Авентадор) — повнопривідний суперкар італійської спортивної преміум-марки Lamborghini. Представлений на Женевському автосалоні в березні 2011 року. Є заміною Lamborghini Murciélago.

## Опис

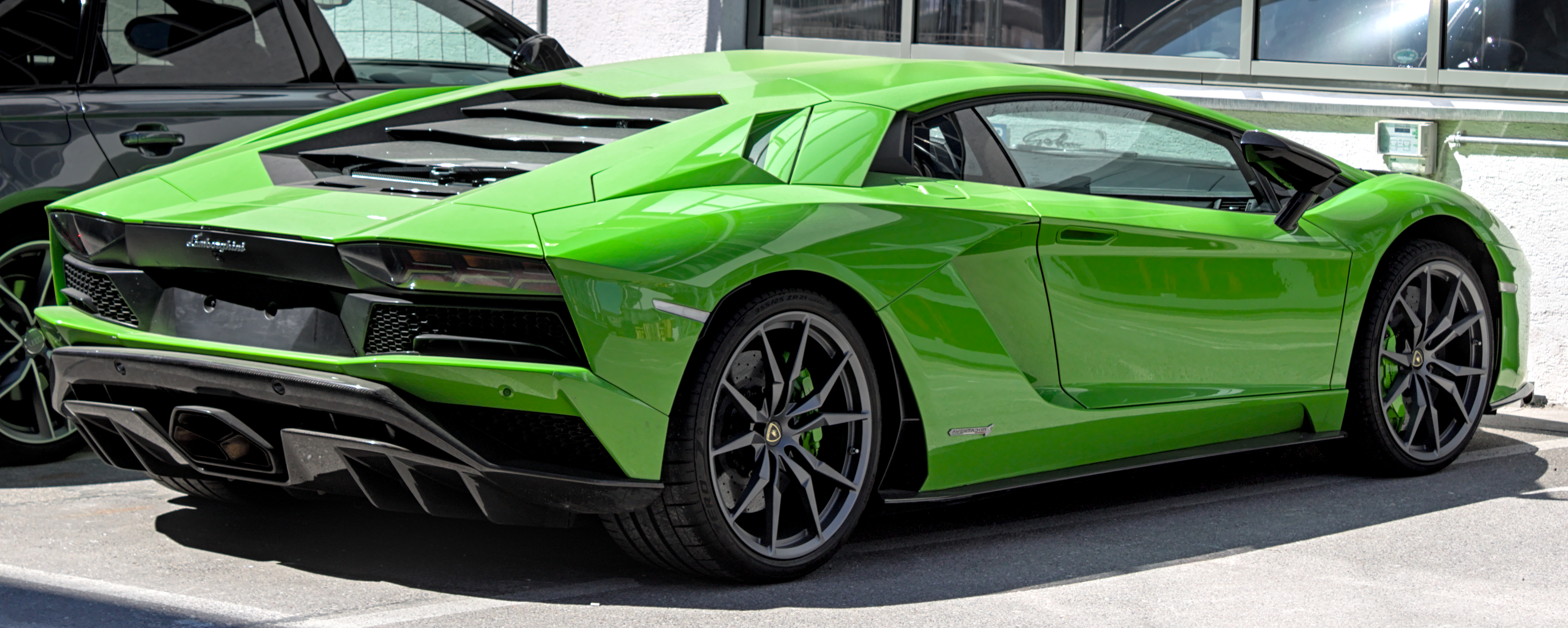
Lamborghini Aventador S

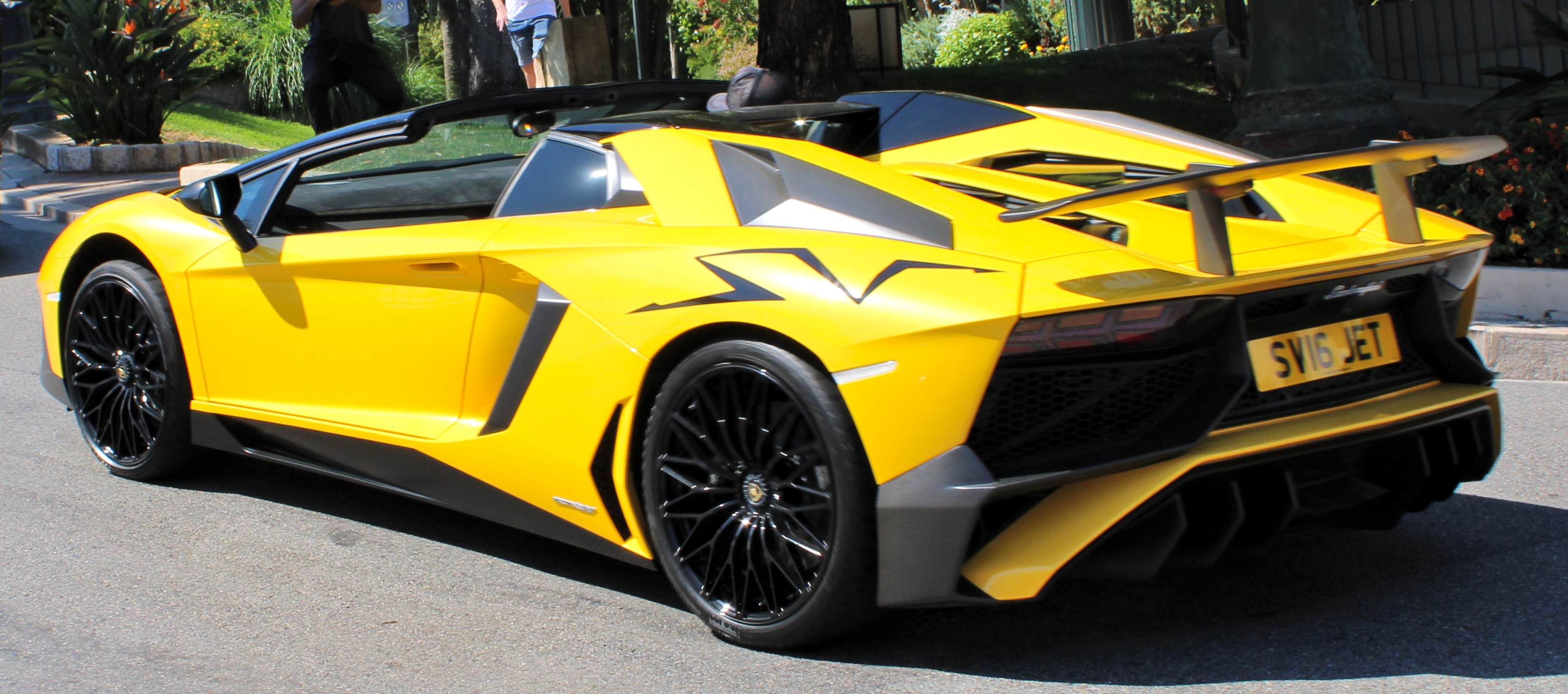
Lamborghini Aventador Roadster

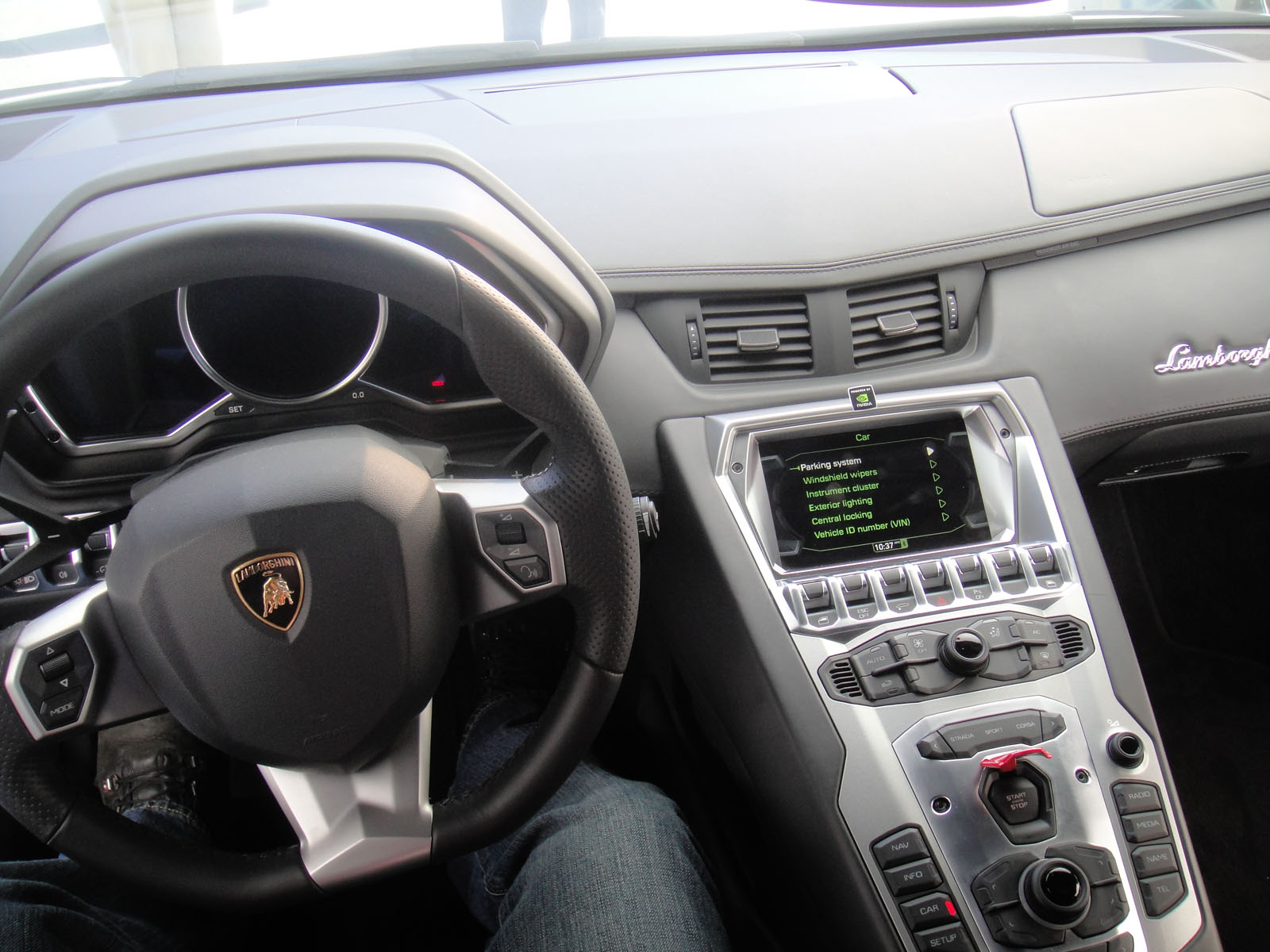
Салон

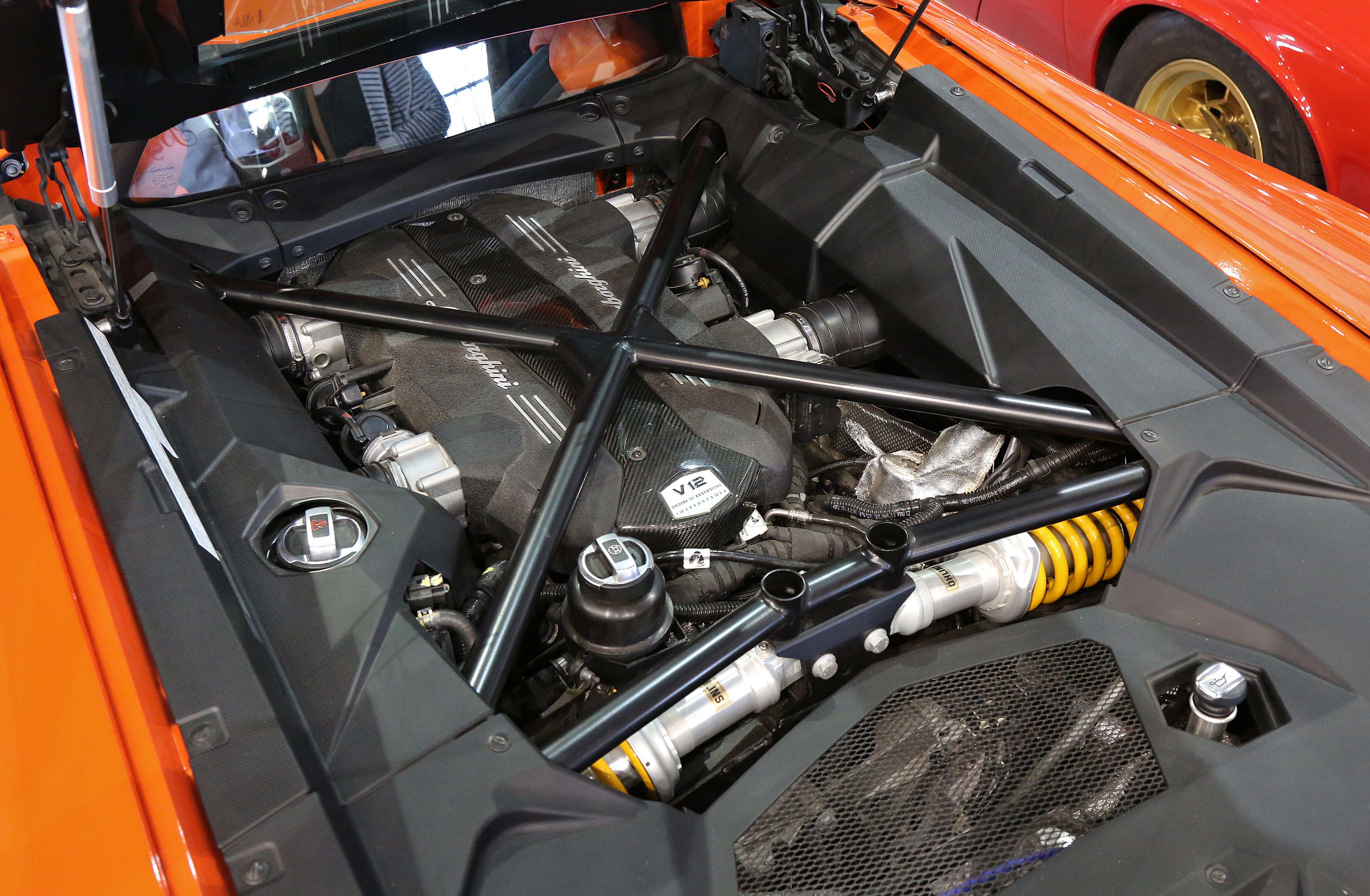
Lamborghini V12

Як і з моделлю Murciélago, материнська компанія Audi експлуатувала тему кориди. У рекламних матеріалах Lamborghini стверджувалося, що Aventador - це знаменитий бик, вирощений синами дона Челестино Куадрі Відеса, який прославився після одного з найбільш кровопролитних боїв в Сарагосі, за який отримав престижну нагороду «Trofeo de la Peña La Madroñera» за видатну хоробрість на арені. Приставка LP 700-4 в кінці назви означає технічне оснащення автомобіля, де 700 позначає потужність в к.с., а 4 - повний привід.

## Двигуни
- 6,5 л L539 V12 700-780 к.с. 690-720 Нм

## Технічні характеристики Aventador LP700-4 (Roadster)
Lamborghini Aventador LP700-4 оснащується двигуном з безпосереднім впорскуванням палива. Двигун - дванадцятициліндровий, об'ємом 6,5 л і потужністю 700 к.с. Розгін від 0 до 100 км/год відбувається за 2,9 с; максимальна швидкість - 350 км/год.
Машина оснащується семиступінчастою роботизованою коробкою передач і полегшеним алюмінієвим шасі. Споряджена маса - 1575 кг.
| Максимальна швидкість | 350 км/год                        | 0—40 км/год        | 1.0 сек                 | 0—50 км/год   | 1.3 сек                        |
| 0—80 км/год           | 2.3 сек                           | 0—100 км/год       | 2.9 (3.0) сек           | 0—130 км/год  | 4.3 сек                        |
| 0—180 км/год          | 7.3 сек                           | 0—200 км/год       | 8.6 (9.0) сек           | 0—250 км/год  | 14.4 сек                       |
| 0—300 км/год          | 23.9 (24.5) сек                   | 0—60 мл/год        | 2.6 сек                 | 0—100 мл/год  | 5.8 (6.4) сек                  |
| 0—150 мл/год          | 14.0 сек                          | 1000 м             | 19.1 сек при 281 км/год | 1/4 милі      | 10.4 (10.9) сек при 136 мл/год |
| 1/8 милі              | 6.8 сек при 109 мл/год            | 1/2 милі           | 16.5 сек при 160 мл/год | Привід        | Повний                         |
| Потужність            | 700 к.с. (515 кВт) при 8250 об/хв | Крутний момент     | 690 Нм при 5500 об/хв   | Вага          | 1575 (1732) кг                 |
| Потужність на тонну   | 438 (399) к.с. на тонну           | Потужність на літр | 106 к.с. на літр        | Ступінь тиску | 11,8:1                         |
| Об'єм двигуна         | 6.5 літра                         | Тип двигуна        | V12                     | АКПП          | 7-ступенева ISR                |
| Витрата пального      | 17.2 л/100 км                     | Викиди CO2         | 398 г/км                | Об'єм баку    | 90 літрів                      |

## Lamborghini Aventador LP720-4 50th Anniversario
| Максимальна швидкість | 350 км/год | Потужність     | 720 к.с. (530 кВт) при 8250 об/хв | Вага                | 1682 кг           |
| 0—100 км/год          | 2.9 сек    | Крутний момент | 690 Нм при 5500 об/хв             | Потужність на тонну | 422 к.с. на тонну |
| Об'єм двигуна         | 6.5 літра  | Тип двигуна    | V12                               | Потужність на літр  | 109 к.с. на літр  |

## Lamborghini Aventador LP750-4 SV

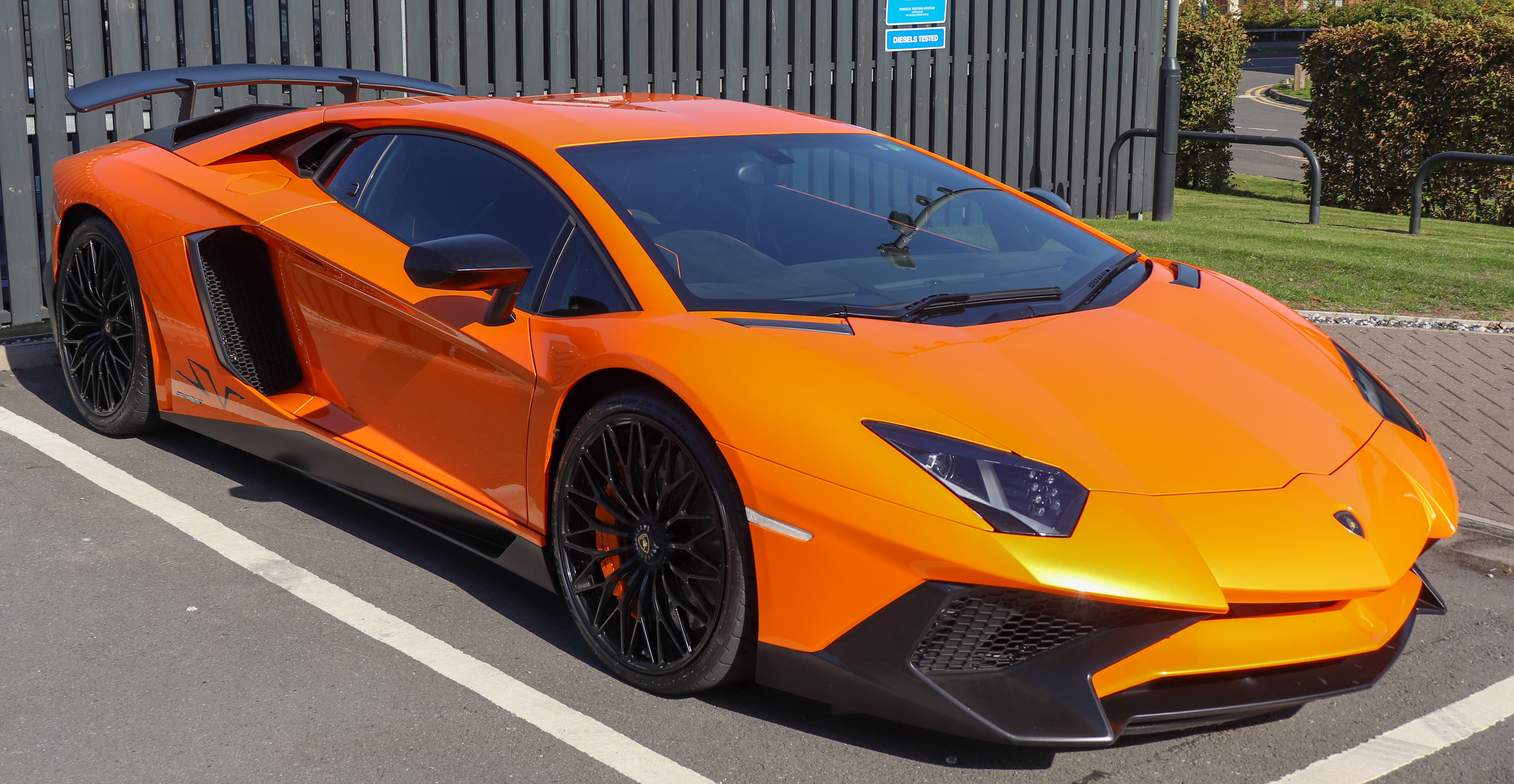
Lamborghini Aventador LP 750-4 SV

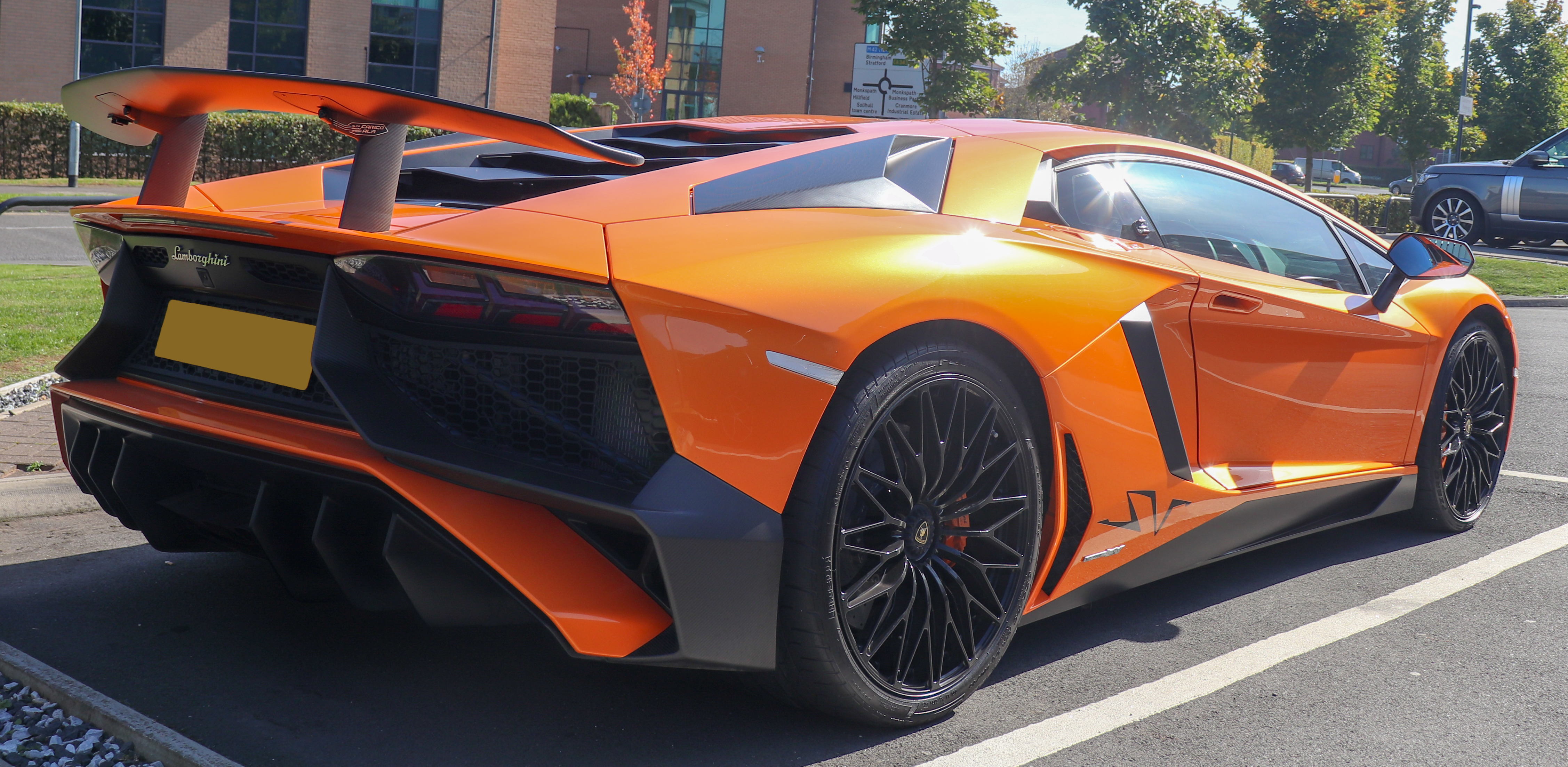
Lamborghini Aventador LP 750-4 SV

Компанія Lamborghini на Женевському автосалоні 2015 року, презентувала Aventador SV (Super Veloce). Екстер'єр суперкару істотно змінився в оформленні. По кузову замінили обвіс на більш аеродинамічний, ззаду з'явився великий спойлер, та змінилися колісні диски, які тепер мають іншу форму і пофарбовані в чорний колір. Завдяки використанню вуглепластику по периметру, авто стало легшим за звичайну версію Aventador на 50 кілограмів.

### Технічні характеристики
| Максимальна швидкість | 350 км/год | Потужність     | 750 к.с. (552 кВт) при 8400 об/хв | Вага                | 1525 кг           |
| 0—100 км/год          | 2.8 сек    | Крутний момент | 690 Нм при 5500 об/хв             | Потужність на тонну | 485 к.с. на тонну |
| 0—200 км/год          | 8.6 сек    | Об'єм двигуна  | 6.5 літра                         | Потужність на літр  | 114 к.с. на літр  |
| 0—300 км/год          | 24.0 сек   | Тип двигуна    | V12                               | Привід              | Повний            |

### Super Veloce на Нюрбургринзі
В середині травня 2015 року компанія Lamborghini, провела заїзд Aventador LP750-4 SV на Нюрбургринзі. Автомобіль проїхав коло за 6 хвилин 59,73 секунди. Результат був встановлений під час випробувань шин разом з компанією Pirelli. На авто було встановлено комплект шин P Zero Corsa. 
Автомобіль лише на 2 секунди повільніший за рекордсмена серед дорожніх автомобілів - Porsche 918 Spyder, що встановив рекорд на 6 хвилина 57 секунд, та на 9 секунд швидший за Nissan GT-R Nismo 2015.  
Ціна спец-версії в Європі складає 327 190 €. Купе випустять обмеженим тиражем в 600 екземплярів.

### Lamborghini Aventador LP800-4 HyperVeloce
У середині серпня 2015 року на конкурсі елегантності в Pebble Beach Concours d'Elegance, Lamborghini представить спеціальну версію суперкару на базі Aventador Super Veloce з маркуванням «HyperVeloce». Потужність двигуна буде збільшена з 750 кінських сил до 800 кінських сил. Всього буде побудовано 30 екземплярів - 20 купе та 10 родстерів.

## Виробництво і продажі
Вироблено
| рік    | авто                   | купе  | родстер |
| ------ | ---------------------- | ----- | ------- |
| 2011   | 447                    | 447   | –       |
| 2012   | 976 (922 поставки)     | 958   | 18      |
| 2013   | 1,113 (1,001 поставки) | 710   | 403     |
| 2014   | 1,110 (1,128 поставки) | 456   | 654     |
| 2015   | 1,079 (1,003 поставки) | 666   | 413     |
| 2016   | 1,160                  | 587   | 573     |
| 2017   | 1,286                  | 1,008 | 278     |
| 2018   | 1,216                  | 578   | 638     |
| 2019   | 1,005                  | 786   | 219     |
| всього | 9,392                  | 6,196 | 3,196   |

Продано
| рік  | Європа |
| ---- | ------ |
| 2011 | 64     |
| 2012 | 222    |
| 2013 | 226    |
| 2014 | 238    |
| 2015 | 250    |
| 2016 | 369    |
| 2017 | 322    |
| 2018 | 528    |
| 2019 | 539    |
| 2020 | 357    |
| 2021 | 292    |

1. ↑  Європа: 2020 ЄС 27 + Велика Британія + Швейцарія + Норвегія + Ісландія